# Đèn lồng đỏ treo cao
Đèn lồng đỏ treo cao (chữ Hán giản thể: 大红灯笼高高挂; chữ Hán phồn thể: 大紅燈籠高高掛; bính âm: Dà Hóng Dēnglong Gāogāo Guà; Hán-Việt: Đại hồng đăng lung cao cao quải) là một bộ phim của Trung Quốc phát hành năm 1991.
Lấy bối cảnh là những năm 1920, nội dung chính của phim xoay quanh cô gái Tùng Liên, một cô sinh viên 19 tuổi phải bỏ học để làm vợ lẽ cho một gia đình giàu có.
Bộ phim được các nhà phê bình đánh giá cao về nghệ thuật quay phim cũng như nội dung, và được đề cử Giải Oscar cho phim ngoại ngữ hay nhất năm 1992. Mặc dù được quay tại Trung Quốc, bộ phim được các nhà cầm quyền tại đại lục xếp vào thể loại "phim Hồng Kông" và ngoài ra cũng được chính quyền Đài Loan tài trợ đáng kể. Tại Trung Quốc đại lục, mặc dù được đánh giá cao, nhưng bộ phim có một thời từng bị cấm chiếu.

## Nội dung
Bộ phim lấy bối cảnh vào mùa hạ năm 1920 tại Trung Quốc. Tùng Liên là một cô gái 19 tuổi và là sinh viên đại học. Nhưng trớ trêu thay, cha cô bị phá sản và tự tử, gia đình không đủ điều kiện cho cô đi học tiếp. Dưới sự thúc giục của người mẹ kế, cô bỏ học và làm vợ tư (hay "Tứ phu nhân") cho Trần Tả Thiên, một ông già họ Trần giàu có. Khi mới đến nhà họ Trần, Tùng Liên được nhận sự đối đãi rất tử tế, kẻ hầu người hạ xung quanh, được mát-xa chân mỗi tối và được treo đèn lồng đỏ trước nhà.
Sau một thời gian, Tùng Liên biết được rằng không phải lúc nào cô cũng được đối đãi tử tế như vậy. Mỗi ngày, ông chủ Trần sẽ tự ý quyết định xem trong số bốn người vợ, ai sẽ là người mà mình muốn ngủ đêm hôm ấy. Hễ ai được ông ưng ý sẽ được treo đèn lồng đỏ, được mát-xa chân, được tùy ý chọn món ăn và được những người hầu kẻ hạ cung phụng. Do đó, cả ba người vợ lẽ đều tranh giành với nhau để được ông chồng sủng ái. Riêng bà vợ cả (Nhất phu nhân), vốn đã sinh một người con trai và cũng đã già cả, có vẻ không mấy quan tâm đến điều đó, và quyết định nhường lại cho những cô vợ lẽ.
Bà vợ thứ hai, Trác Vân (Nhị phu nhân) ban đầu tỏ vẻ thân thiện với Tùng Liên, kết bạn với cô và còn tặng xấp lụa từ Quảng Châu để làm quà. Bà vợ thứ ba, Mai San (Tam phu nhân) từng là một cô đào hát, lúc đầu có mâu thuẫn với Tùng Liên. Sau này, Tùng Liên khám phá ra rằng thực chất Trác Vân mới là người cần thận trọng, một người khẩu phật tâm xà, luôn cố ý hãm hại những người khác. Mai San khuyên Tùng Liên do còn đang trẻ đẹp nên hãy sinh hạ con trai cho ông Trần để được sủng ái.
Tùng Liên sau đó giả vờ có thai để được chồng cung phụng, đồng thời cũng cố gắng có thai thật trong lúc được hưởng sự ân ái của ông chồng. Tuy nhiên, người hầu của Tùng Liên là Yến Nhi phát hiện ra được rằng việc có thai của Tứ phu nhân là giả, sau đó đã báo với Nhị phu nhân (hai người vốn liên kết với nhau chống lại Tùng Liên). Trác Vân sau đó mời Cao đại nhân, vốn là bác sĩ thân thiết của gia đình và cũng đang có một mối tình vụng trộm với Tam phu nhân, đến khám cho Tùng Liên, và công khai với ông Trần rằng cái thai là giả.
Quá phẫn nộ, ông Trần lệnh cho che phủ hết tất cả đèn lồng đỏ ở nhà Tứ phu nhân bằng các bao thụng màu đen. Tùng Liên sau đó trút giận lên Yến Nhi, công khai rằng người hầu của mình đã nuôi mộng làm phu nhân bấy lâu, và lôi hết tất cả các đèn lồng đỏ trong phòng của A Giang ra và đốt. Cô hầu Yến Nhi bị phạt quỳ dưới tuyết và chứng kiến cảnh tượng đèn lồng của mình bị đốt. Quỳ suốt đêm dưới trời tuyết rơi, cô ta ngất đi và sau đó lìa đời. Sau những biến cố xảy đến với mình, Tùng Liên cho rằng tốt hơn hết cô nên ở một mình và tránh xa cuộc tranh giành chồng với các bà vợ khác, vì cô quan niệm rằng làm vợ cũng như làm áo cho đàn ông, thích mặc thì mặc, thích thay thì thay.
Đến sinh nhật thứ hai mươi, Tùng Liên uống rượu để quên đi số phận nghiệt ngã của mình. Trong cơn say, cô vô tình tiết lộ mối tình vụng trộm của Tam phu nhân với Cao đại nhân cho Nhị phu nhân biết. Sau đó, Nhị phu nhân đã tận mắt bắt gặp hai người đang lén lút yêu nhau, và kết cục là Tam phu nhân bị người trong nhà trói đem lên trên tầng thượng và giết chết.
Mùa hạ năm 1921, ông Trần lại lấy vợ mới (Ngũ phu nhân). Lúc này, Tùng Liên do quá đau khổ vì cuộc đời dở dang nên đã hóa điên loạn.
Kết thúc phim mở.

## Diễn viên
- Củng Lợi vai Tứ phu nhân Tùng Liên (颂莲)
- Hà Tái Phi vai Tam phu nhân Mai San (梅珊)
- Tào Thúy Phân vai Nhị phu nhân Trác Vân (卓云)
- Khổng Lâm vai Yến Nhi (燕儿)
- Châu Kỳ vai Quản gia Trần Bách Thuận (陈百顺)

## Phát hành
Đèn lồng đỏ treo cao được phát hành dưới các định dạng VHS, đĩa laser, và DVD, được phân phối bởi nhiều hãng khác nhau.
Ban đầu, các bản DVD không được đánh giá cao vì chất lượng âm thanh và hình ảnh quá tệ. Tuy nhiên, sau này, các bản DVD mới được cải tiến âm thanh và hình ảnh nên được đánh giá cao.

## Đánh giá của các nhà phê bình

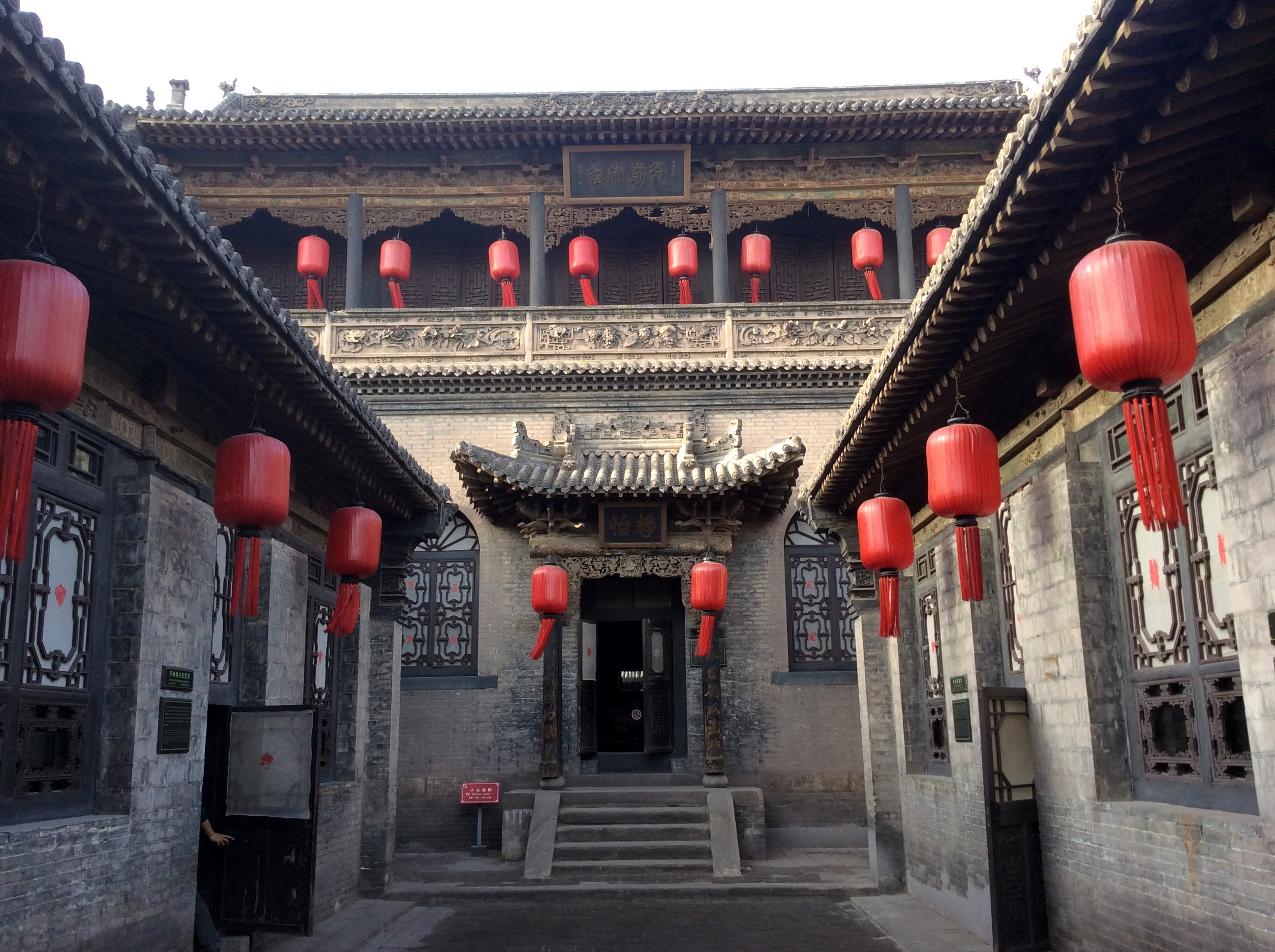
Địa điểm quay phim chính là Khu nhà ở của gia tộc Kiều, tỉnh Sơn Tây

Đèn lồng đỏ treo cao là một bộ phim được các nhà phê bình điện ảnh khen ngợi cả về hình thức lẫn nội dung. Trên trang web Rotten Tomatoes, phim đạt số điểm 96%, dựa trên tổng cộng 29 bài phê bình khác nhau. Nhà phê bình Rob Nelson từ tạp chí The Village Voice khen ngợi cảnh quay "tuyệt đẹp" và nội dung "lạnh lùng" của bộ phim. Janet Maslin đến từ tờ báo The New York Times đánh giá cao việc sử dụng những màu sắc đơn giản nhưng lại rõ ràng và mang tính gợi hình cao, từ màu đỏ của những chiếc đèn lồng cho tới màu xanh của mái nhà lúc chạng vạng. Ngoài ra, Janet cũng đánh giá cao diễn xuất của nữ chính Củng Lợi, "vai diễn vừa thể hiện những nét sâu sắc không ngờ, vừa cho thấy những khía cạnh ẩn giấu của nhân phẩm và nỗi buồn." James Berardinelli từ trang web Reel Reviews cho rằng bộ phim là một "ví dụ điển hình" cho nghệ thuật làm phim Trung Hoa và "một trong những bộ phim hay nhất của thập niên 90." Duy nhất chỉ có một nhà phê bình không mấy có thiện cảm với Đèn lồng đỏ treo cao: Hal Hinson từ tờ báo The Washington Post, cho rằng bộ phim chỉ là một "phiên bản tẻ nhạt" của bộ phim The Women (1939).
Một vài nhà phê bình cho rằng phim Đèn lồng đỏ treo cao là một tác phẩm phê phán hiện thực xã hội Trung Quốc đương thời, song đạo diễn Trương Nghệ Mưu đã phủ nhận điều này. Địa điểm quay phim chính là ở Khu nhà ở của gia tộc Kiều, gần Bình Dao, tỉnh Sơn Tây, Trung Quốc. Chính địa điểm quay phim đẹp cũng là một trong những nguyên nhân làm cho bộ phim trở nên nổi tiếng.

## Các giải thưởng và đề cử
| Năm  | Giải thưởng                                | Hạng mục                                        | Kết quả   |
| ---- | ------------------------------------------ | ----------------------------------------------- | --------- |
| 1991 | Liên hoan phim Venezia                     | Giải Sư tử vàng                                 | Đề cử     |
| 1991 | Liên hoan phim Venezia                     | Giải Sư tử bạc                                  | Đoạt giải |
| 1992 | Hội phê bình phim New York                 | Phim ngoại ngữ xuất sắc nhất                    | Đoạt giải |
| 1992 | David di Donatello                         | Phim ngoại ngữ xuất sắc nhất                    | Đoạt giải |
| 1992 | Hiệp hội phê bình phim Los Angeles         | Quay phim xuất sắc nhất                         | Đoạt giải |
| 1992 | Giải Oscar                                 | Phim ngoại ngữ xuất sắc nhất                    | Đề cử     |
| 1992 | Ủy ban Quốc gia về Phê bình Điện ảnh       | Phim ngoại ngữ xuất sắc nhất                    | Đề cử     |
| 1993 | Hiệp hội phê bình phim Bỉ                  | Giải thưởng lớn (Grand Prix)                    | Đoạt giải |
| 1993 | Giải thưởng Điện ảnh Viện Hàn lâm Anh quốc | Phim không phải tiếng Anh xuất sắc nhất         | Đoạt giải |
| 1993 | Hiệp hội phê bình phim Quốc gia            | Phim ngoại ngữ xuất sắc nhất                    | Đoạt giải |
| 1993 | Hiệp hội phê bình phim Luân Đôn            | Phim ngoại ngữ xuất sắc nhất                    | Đoạt giải |
| 1993 | Hiệp hội phê bình phim Thành phố Kansas    | Phim ngoại ngữ xuất sắc nhất                    | Đoạt giải |
| 1993 | Ủy ban Quốc gia Phê bình Điện ảnh          | Quay phim xuất sắc nhất                         | Đoạt giải |
| 1993 | Giải thưởng Bách Hoa                       | Nữ diễn viên xuất sắc nhất (diễn viên Củng Lợi) | Đoạt giải |
| 1993 | Giải Tinh thần độc lập                     | Phim ngoại ngữ xuất sắc nhất                    | Đề cử     |
| 1993 | Giải Guldbagge                             | Phim ngoại quốc xuất sắc nhất                   | Đề cử     |